# Харків-Левада
Ха́рків-Лева́да — пасажирська залізнична станція 1-го класу Харківського залізничного вузла Південної залізниці. Розташована біля Мовчанівського провулку та Аерокосмічного проспекту в Основ'янському районі міста Харкова. До будівлі вокзалу є один із виходів станції  «Левада».

## Історія
Відкритий у 1911 році як Сєвєродонецький вокзал Харкова Північно-Донецької залізниці (звідси і походила назва). У ХХ столітті з цього вокзалу вирушали поїзди до Микитівки, Родакового (Лиманський напрямок) та до Льгова (Золочівський напрямок).
31 грудня 1965 року відбулося засідання Харківського міськвиконкому щодо затвердження «Архітектурно-планувального завдання на майбутнє будівництво в Харкові першої черги метро» — саме під цією проєктною назвою «Харків-Левада» вона фігурувала, бо розташовувалася на місці майбутньої однойменної залізничної станції. Станція Харківського метрополітену була однією  з перших восьми станцій, які були введені в експлуатацію 21 серпня 1975 року, проте вже під назвою «Проспект Гагаріна» (з 26 липня 2024 року — «Левада»). З 23 серпня 1975 року до станції Харків-Левада є один із виходів станції метрополітену Холодногірсько-Заводської лінії.
У 1960-х роках станція Харків-Левада  електрифікована постійним струмом (=3 кВ) та розпочався регулярний рух приміських електропоїздів Зміївського та Лиманського напрямків. 
З 1966 року Харків-Левада є пасажирською станцією для поїздів приміського сполучення. З розвитком Харківського залізничного вузла були призначені приміські електропоїзди до Люботина, Мерчика, Чугуєва та Золочева, а на початку 2010-х років призначався прискорений приміський електропоїзд до станції Лиман.
У 2008—2010 роках розглядався проєкт «Левада-Сіті» на території колишнього вантажного парку, за яким вокзал опинявся в кроковій досягнутості від нового ділового центру міста, у зв'язку з чим розглядався варіант будівництва другої колії до станції Основа і перенесення всіх поїздів, в тому числі швидкісних, донецького напрямку на цей вокзал. Через скасуванням проєкту «Левада-Сіті» та передачі даної території під забудову житловими будинками, розвиток станції і збільшення пасажиропотоку не передбачався, а можливість спорудження мосту і шляхопроводу для другої колії не розглядався.

## Інфраструктура
29 грудня 2001 року на станції відкритий оновлений приміський павільйон: встановлена перша в Україні система турнікетною контролю за проходом пасажирів на вхід/вихід зі станції з касами для продажу квитків на вихід (тобто пасажири, які не встигли придбати квиток до посадки в поїзд, мають можливість придбати його по приїзду до міста), зал чекання зі зручними лавками, залом підвищеного комфорту, кафе. У нічний час купол приміського павільйону підсвічується. В адміністративній будівлі вокзалу працюють три каси з продажу квитків у далекому сполученні, з них одна через інтернет, а 8 кас приміського павільйону працюють як у далекому, так і у приміському сполученні. Першим поїздом, після реконструкції, що відкрив рух з оновленого вокзалу був регіональний поїзд № 805 (на той час — електропоїзд підвищеної комфортності) сполученням Харків — Горлівка.
В ході реконструкції у пасажирському парку було повністю замінено полотно, високі аварійні платформи замінені низькими з встановленням над ними навісів.
Вантажний парк був повністю ліквідований, через ліквідацію промислової зони вздовж вулиці Єлизаветинської. Друга колія, що вела до під'їзних колій в бік вулиці Біологічної був демонтований та обмежений тупикової призмою. Обслуговування даної промислової зони передано станції Харків-Вантажний.
В адміністративній будівлі вокзалу розташований кабінет начальника вокзалу, попередні каси з продажу проїзних документів. За добу вокзал обслуговує до 15 000 пасажирів. Під час реконструкції вокзалу був створений цілий комплекс, який включив реконструкцію всієї станції, а саме, реконструйовані всі будівлі представляють єдиний комплекс блакитних будівель, покритих синьою черепицею. Побудована нова будівля безкоштовного санвузла для пасажирів.

## Пасажирське сполучення

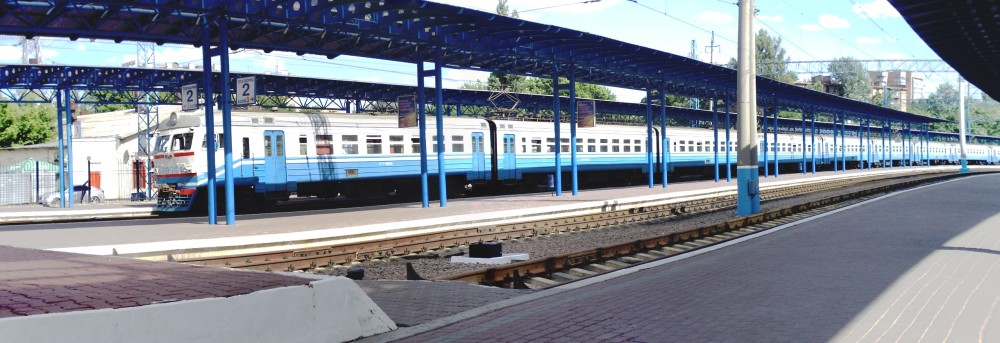
Приміський електропоїзд на станції Харків-Левада

До російського вторгнення в Україну станція приймала та відправляла приміські поїзди від/до станцій Балаклія, Гракове, Золочів, Ізюм, Лиман, Люботин, Мерчик, Савинці, Шебелинка.
До весни 2014 року курсували прискорені електропоїзди далекого сполучення:
- Харків-Левада — Донецьк;
- Харків-Левада — Горлівка;
- Харків-Левада — Дебальцеве.

13 лютого 2015 року зі станції Харків-Левада вирушив останній пасажирським поїзд № 205/206 сполученням Харків — Бахмут, після чого був перенаправлений на вокзал станції Харків-Пасажирський.
Наразі,  станом на 2024 рік, приміське сполучення від вокзалу станції Харків-Левада здійснюється лише до станцій Ізюм, Золочів та Чугуїв.

## Колійний розвиток
До станції підходить одна колія, а друга колія — демонтована (рейки здані на металобрухт) наприкінці 1999—2000 років, одночасно зі зняттям другої колії на залізничній лінії Харків-Слобідський — Ізюм.
Станція Левада тупикового типу. Колії мають наступну спеціалізацію:
- № 1—3 — для прибуття поїздів;
- № 4—7 — на відправлення зі станції.

Для посадки/висадки пасажирів старі аварійні високі платформи були замінені на низькі з плитковим покриттям. Над усіма чотирма платформами є навіси.

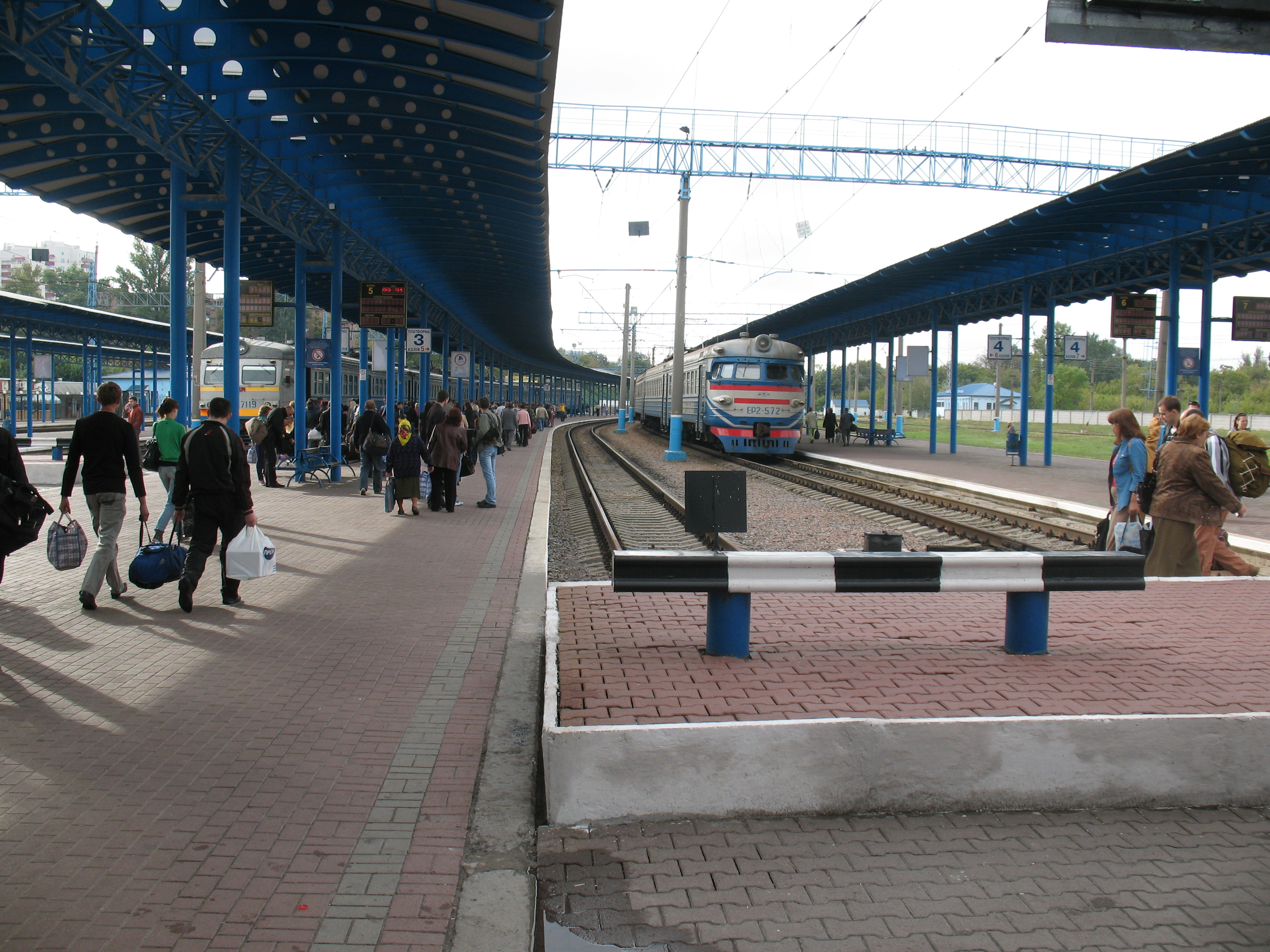
Платформи станції
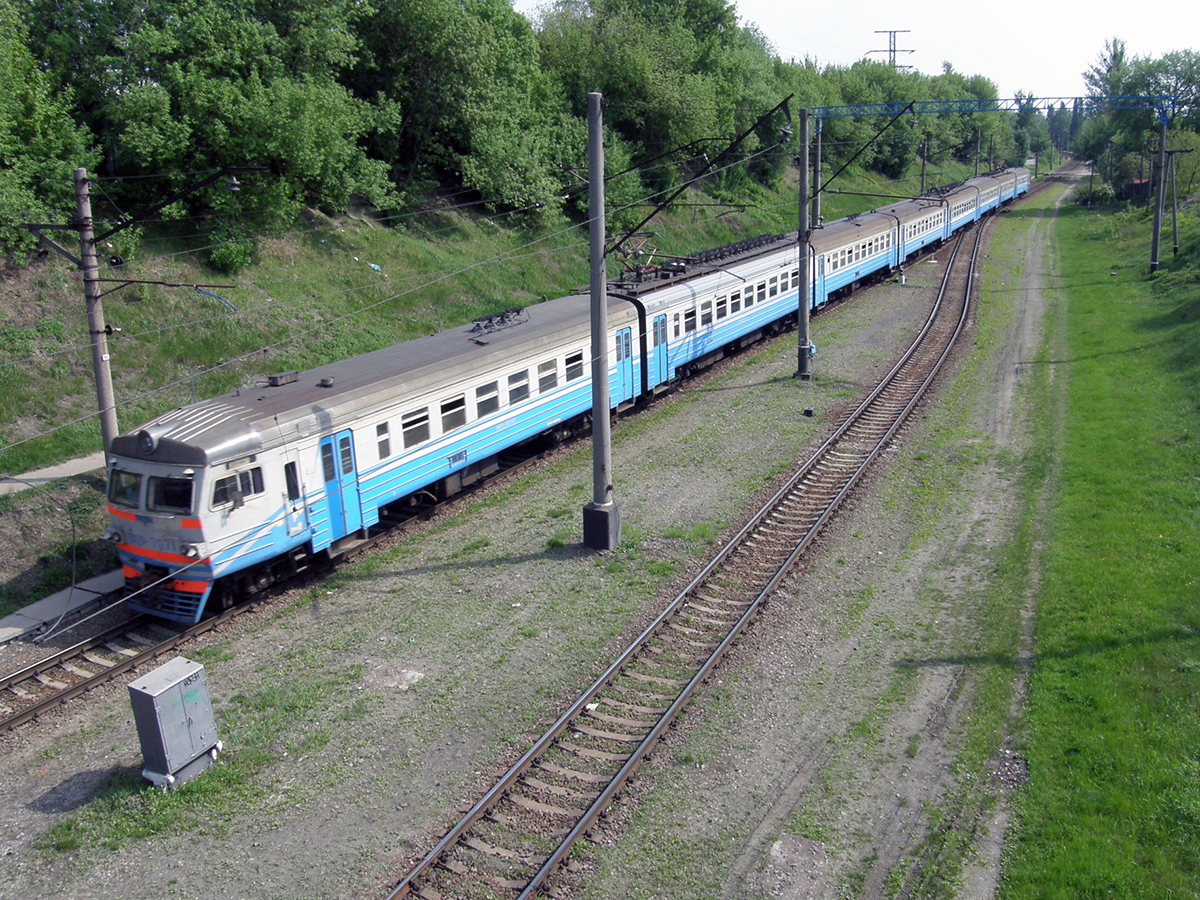
Колії на південь від Левадського мосту